# عادل الترتير
عادل الترتير (14 أغسطس 1951 – 10 يوليو 2025) هو فنان مسرحي فلسطيني، يُعد أحد رواد المسرح في فلسطين، حيث ساهم في تأسيس فرقة بلالين عام 1971، وفرقة صندوق العجب عام 1976، وكان من أبرز أعماله مسرحية «المونودراما راس روس» التي قدمها عام 1980.

## حياته
ولد الترتير في مدينة رام الله لعائلة فلسطينية مُهجرة من مدينة اللد وتسكن في قرية رافات قرب القدس. عاش الترتير مع عائلته في سقيفة (زينكو) وهذا ما أثر على طفولته وارتباطه بالواقع الفلسطيني، حيث كانت تجربته الأولى في الخيال مع الطبيعة عندما سمع صوت المطر على سقف الحديد، إضافة للحكايا التي كان يسمعها في مضافة والده ومن هنا تشكلت لديه الخلفية الأولى للحكاية والمسرح. ثم بدأ بتقليد الشخصيات والرسم والنحت وحوّل فضاء السقيفة التي يعيش فيها إلى مسرح عبّر فيه عن أحداث النكبة والنكسة.
اتجه للمسرح كوسيلة للتساؤل والمواجهة، وانضم إلى فرقة مسرحية شابة في القدس والتي أسس فيها فرقة بلالين، التي تبنت العمل الجماعي المسرحي المرتبط بقضايا الناس، وواصل مسيرته بتأسيس فرقة صندوق العجب. زخرت أعماله ومجموعاته الأرشيفية بمئات الصور وعشرات الوثائق التي واكبت دوره في نشأة الحركة المسرحية في فلسطين. كان أبرز المشاركين في معرض فلسطين الدولي للكتاب، حيث عبّر في مشاركته عن دور المسرح كرافعة للثقافة الوطنية والصمود وحماية الذاكرة الفلسطينية.

## أعماله
قدّم الترتير مجموعة من الأعمال المسرحية التي التزم بها بقضايا وطنه وشعبه ومنها:
- مسرحية لما انجنينا عام 1976.
- مسرحية تغريبة سعيد بن فضل الله عام 1979.
- سلسلة حكايات أبو العجب عام 1993.
- مسرحية من يعلق الجرس.
- مسرحية الحقيقة.
- مسرحية القبعة والنبي.

## وفاته
توفي الترتير يوم 10 يوليو 2025 عن ثلاثةٍ وسبعين عامًا في مجمع فلسطين الطبي بمدينة رام الله، ونعته وزارة الثقافة الفلسطينية ووصفت رحيلة بفقدان قامة وطنية كبيرة في المسرح الفلسطيني، مؤكدة على أن إرثه سيبقى حي في ذاكرة الاجيال القادمة، وأشارت أنه من المؤسسين الأوائل للحركة المسرحية في فلسطين.